# Жан де Варенн
Жан де Варенн (Jean de Varennes) (ум. 1292 или позже) — маршал Франции.
Вероятно, родственник Флурана де Варенна (Flourens de Varennes) (ум. 1270), первого адмирала Франции.
В 1270 г. некий Жан де Варенн (Jehan de Varennes) назван в списке дворян, сопровождавших короля Людовика Святого в крестовом походе в Тунис.
Упоминается в качестве маршала в 1272 году, в правление Филиппа III.
Некоторые историки утверждают, что именно Жан де Варенн был первым, кто носил звание маршала Франции (до этого военачальники в ранге чуть ниже коннетабля назывались просто маршалами или маршалами короля).
В документе французского бальяжа, датированном 1288 годом, сказано, что за поездку в Эно ему выплачено 50 ливров.
О его участии в военных походах ничего не известно. Нет никаких данных о его семье и земельных владениях.
В 1292 году был ещё жив (его печать стоит на документе от 12.01.1292, согласно которому граф Жан де Даммартен, сеньор де Три и де Манси, продал графу Роберту Булонскому все свои владения в Булленуа).
Вероятно, его родственником был тёзка, живший приблизительно в то же время, - Жан де Варенн, сеньор де Пикиньи и де Виньякур, сын адмирала Флурана де Варенна, с 1270 г. женатый на Агнес де ла Бруа, дочери Дрё III д’Амьена, сеньора де Виньякур и де л’Этуаль.